# Koinos (Gemmenschneider)
Koinos (altgriechisch Κοίνος) war ein griechischer Gemmenschneider, der in der ersten Hälfte des 2. Jahrhunderts tätig war.
Koinos ist durch die Signatur ΚΟΙΝΟΥ auf einem Sardonyx bekannt, auf dem ein Jäger mit einer Lanze dargestellt wird im Typus des sogenannten Narkissos. Der derzeitige Verbleib des Steins ist unbekannt. Bei weiteren Steinen mit seiner Signatur handelt es sich um moderne Fälschungen.